# Hayley Carter
Hayley Carter, née le 17 mai 1995, est une joueuse de tennis américaine, professionnelle depuis 2018.
À ce jour, elle a remporté deux titres en double dames sur le circuit WTA.

## Carrière
Issue de l'université de Caroline du Nord à Chapel Hill, elle obtient son premier résultat significatif en double en 2019 en s'imposant Newport Beach avec Ena Shibahara en catégorie WTA 125.

## Palmarès

### Titres en double dames
| No | Date       | Nom et lieu du tournoi                                | Catégorie | Dotation  | Surface    | Partenaire    | Finalistes                          | Score     |          |
| -- | ---------- | ----------------------------------------------------- | --------- | --------- | ---------- | ------------- | ----------------------------------- | --------- | -------- |
| 1  | 23/09/2019 | Tachkent Open Tachkent                                | Intern'l  | 226 750 $ | Dur (ext.) | Luisa Stefani | Dalila Jakupović Sabrina Santamaria | 6-3, 7-64 | Parcours |
| 2  | 10-08-2020 | The Top Seed Open by Bluegrass Orthopaedics Lexington | Intern'l  | 202 250 $ | Dur (ext.) | Luisa Stefani | Marie Bouzková Jil Teichmann        | 6-1, 7-5  | Parcours |

### Finales en double dames
| No | Date       | Nom et lieu du tournoi                      | Catégorie | Dotation    | Surface      | Vainqueures                     | Partenaire    | Score             |          |
| -- | ---------- | ------------------------------------------- | --------- | ----------- | ------------ | ------------------------------- | ------------- | ----------------- | -------- |
| 1  | 08/04/2019 | Claro Open Colsanitas Bogota                | Intern'l  | 226 750 $   | Terre (ext.) | Zoe Hives Astra Sharma          | Ena Shibahara | 6-1, 6-2          | Parcours |
| 2  | 16-09-2019 | KEB Hana Bank Korea Open Séoul              | Intern'l  | 226 750 $   | Dur (ext.)   | Lara Arruabarrena Tatjana Maria | Luisa Stefani | 7-67, 3-6, [10-7] | Parcours |
| 3  | 20-09-2020 | Internationaux de Strasbourg Strasbourg     | Intern'l  | 225 500 $   | Terre (ext.) | Nicole Melichar Demi Schuurs    | Luisa Stefani | 6-4, 6-3          | Parcours |
| 4  | 06-01-2021 | Abu Dhabi WTA Women's Tennis Open Abou Dabi | WTA 500   | 565 530 $   | Dur (ext.)   | Shuko Aoyama Ena Shibahara      | Luisa Stefani | 7-65, 6-4         | Parcours |
| 5  | 22-02-2021 | Adelaide International Adélaïde             | WTA 500   | 535 530 $   | Dur (ext.)   | Alexa Guarachi Desirae Krawczyk | Luisa Stefani | 64-7, 6-4, [10-3] | Parcours |
| 6  | 23-03-2021 | Miami Open presented by Itaú Miami          | WTA 1000  | 3 260 190 $ | Dur (ext.)   | Shuko Aoyama Ena Shibahara      | Luisa Stefani | 6-2, 7-5          | Parcours |

### Titres en double en WTA 125
| No | Date       | Nom et lieu du tournoi                 | Catégorie | Dotation  | Surface    | Partenaire    | Finalistes                       | Score     |          |
| -- | ---------- | -------------------------------------- | --------- | --------- | ---------- | ------------- | -------------------------------- | --------- | -------- |
| 1  | 21/01/2019 | Oracle Challenger Series Newport Beach | WTA 125   | 150 000 $ | Dur (ext.) | Ena Shibahara | Taylor Townsend Yanina Wickmayer | 6-3, 7-61 | Parcours |
| 2  | 27/01/2020 | Oracle Challenger Series Newport Beach | WTA 125   | 150 000 $ | Dur (ext.) | Luisa Stefani | Marie Benoit Jessika Ponchet     | 6-1, 6-3  | Parcours |

### Finale en double en WTA 125
| No | Date       | Nom et lieu du tournoi             | Catégorie | Dotation  | Surface      | Vainqueures                          | Partenaire    | Score            |          |
| -- | ---------- | ---------------------------------- | --------- | --------- | ------------ | ------------------------------------ | ------------- | ---------------- | -------- |
| 1  | 03-05-2021 | L'Open 35 de Saint-Malo Saint-Malo | WTA 125   | 115 000 $ | Terre (ext.) | Kaitlyn Christian Sabrina Santamaria | Luisa Stefani | 7-6, 4-6, [10-5] | Parcours |

## Parcours en Grand Chelem

### En double dames
| Année | Open d'Australie      | Open d'Australie    | Internationaux de France | Internationaux de France | Wimbledon               | Wimbledon         | US Open                  | US Open                |
| ----- | --------------------- | ------------------- | ------------------------ | ------------------------ | ----------------------- | ----------------- | ------------------------ | ---------------------- |
| 2019  | —                     | —                   | —                        | —                        | —                       | —                 | 1er tour (1/32) Arconada | Kichenok Spears        |
| 2020  | 1/8 de finale Stefani | Dabrowski Ostapenko | 1/8 de finale Stefani    | Aoyama Shibahara         | Annulé                  | Annulé            | 1/4 de finale Stefani    | Melichar Xu            |
| 2021  | 1/8 de finale Stefani | Aoyama Shibahara    | 1er tour (1/32) Sharma   | Heisen Peschke           | 1er tour (1/32) Stefani | Krunić Stojanović | 1er tour (1/32) Sharma   | Martincová Vondroušová |

N.B. : le nom de la partenaire se trouve sous le résultat ; le nom des ultimes adversaires se trouve à droite.

### En double mixte
| Année | Open d'Australie    | Open d'Australie | Internationaux de France | Internationaux de France | Wimbledon | Wimbledon | US Open               | US Open         |
| ----- | ------------------- | ---------------- | ------------------------ | ------------------------ | --------- | --------- | --------------------- | --------------- |
| 2019  | —                   | —                | —                        | —                        | —         | —         | 2e tour (1/8) Withrow | Dabrowski Pavić |
|       |                     |                  |                          |                          |           |           |                       |                 |
| 2021  | 1/4 de finale Gillé | Stosur Ebden     | —                        | —                        | —         | —         | —                     | —               |

N.B. : le nom du partenaire se trouve sous le résultat ; le nom des ultimes adversaires se trouve à droite.

## Classements WTA en fin de saison
| Année          | 2012 |  | 2014 |  | 2018 | 2019 | 2020 | 2021 |
| Rang en double | 672  |  | 1048 |  | 265  | 68   | 35   | 35   |

Source : (en) Classements de Hayley Carter sur le site officiel de la Fédération internationale de tennis